# Barre énergétique
Une barre énergétique est une barre de céréales mélangée à d'autres ingrédients à haute teneur en calories, conçue pour les personnes qui n'ont pas le temps de prendre un repas.

## Nutrition

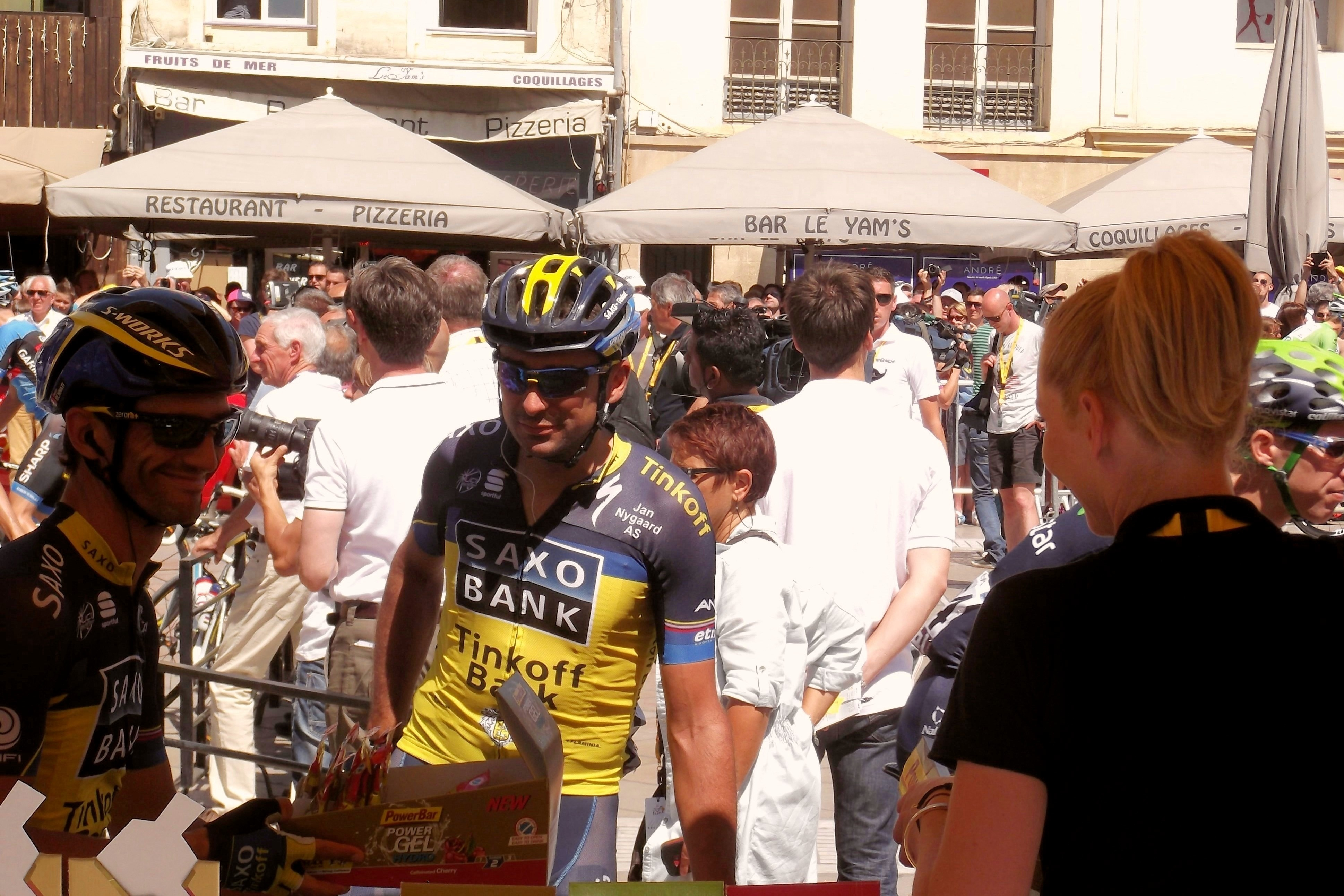
Distribution de barres et de gels énergétiques au départ Tour de France à Montpellier (2013).

L'énergie nutritionnelle vient de trois sources : les lipides, les protéines et les glucides. Une barre énergétique standard pèse entre 45 et 80 grammes et apporte environ 200 à 300 calories via 3 à 9 grammes de lipides, 7 à 15 grammes de protéines, et 20 à 40 grammes de glucides.